# Josef Durdík
Josef Durdík, křtěný Josef Alois (16. října 1837 Hořice – 30. června 1902 Praha) byl český filosof, psycholog, estetik, překladatel, literární kritik a poslanec Českého zemského sněmu. Vytvořil českou filosofickou terminologii.

## Biografie

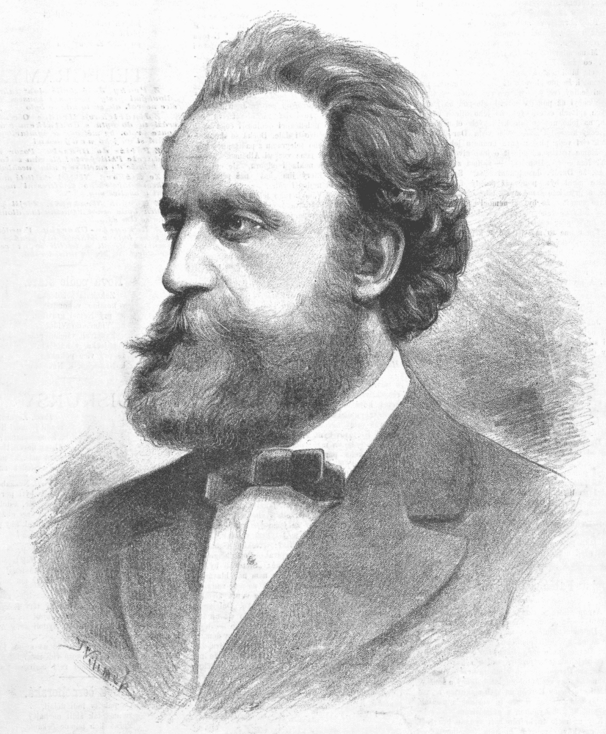
Josef Durdík na kresbě Jana Vilímka

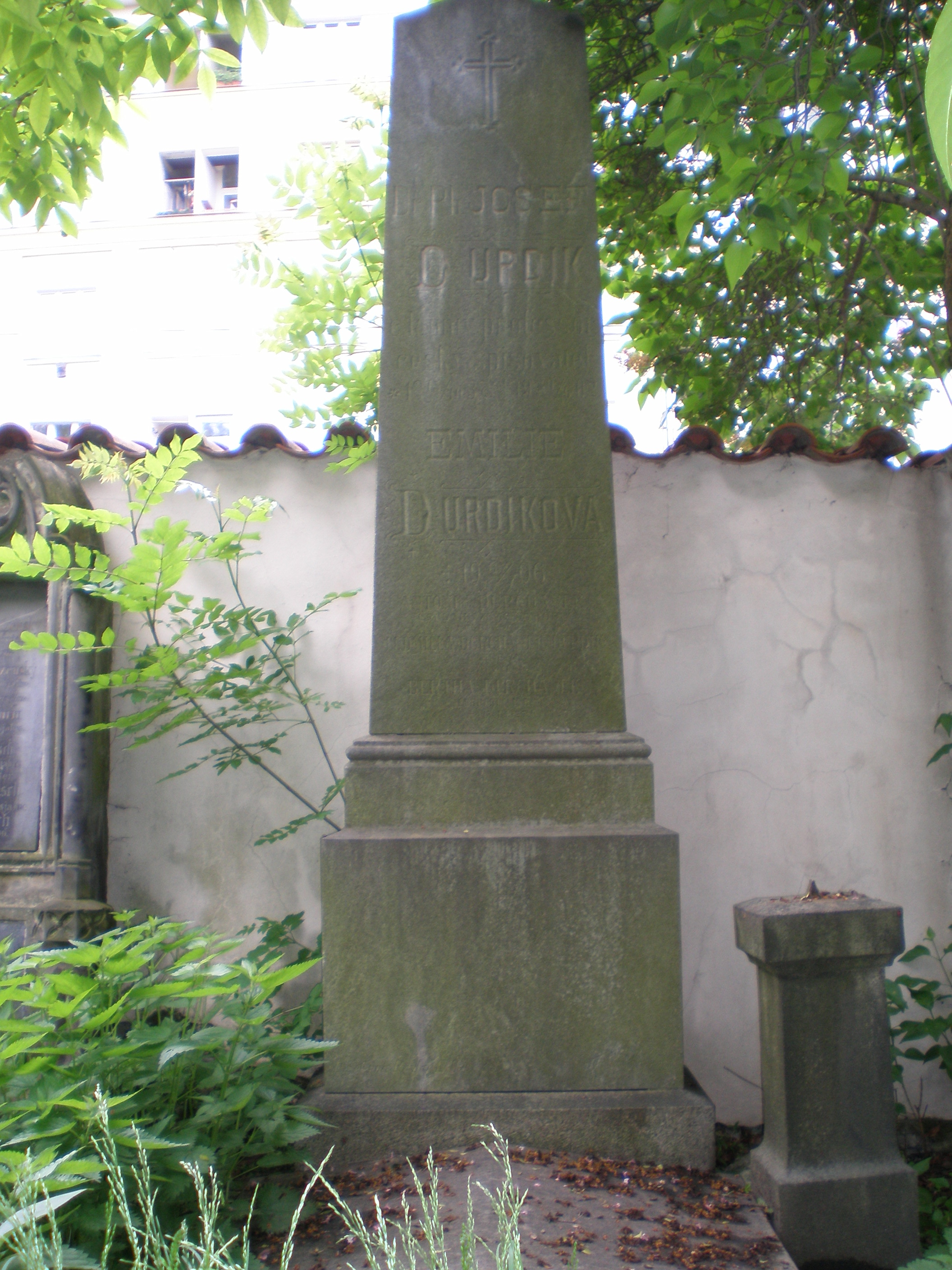
Hrob Josefa Durdíka na Olšanských hřbitovech v Praze

Pocházel z rodiny klenotníka a po studiích na tehdejší Karlo-Ferdinandově univerzitě dosáhl aprobace v oboru matematika-fyzika. V roce 1870 se na univerzitě habilitoval spisem Leibniz und Newton (1869). V letech 1871–1873 učil na Akademickém gymnasiu v Klementinu. Od roku 1874 na pražské univerzitě působil jako mimořádný profesor, než byl roku 1880 jmenován řádným profesorem filozofie na její filozofické fakultě. Po rozdělení univerzity (1882) působil na její české části a svými přednáškami se významně zapsal do dějin české filozofie.
Těžiště jeho mnohostranně práce leží v estetice a psychologii. Největší proslulost mu vynesl herbartovskou filozofií inspirovaný spis Všeobecná estetika (1875), jenž vedle výkladu estetiky obsahuje také Durdíkovy názory na společnost. V ní lze podle Durdíka hledat krásu stejně jako v přírodě a umění. Ve sporech zabývajících se vznikem a vývojem vesmíru a světa se postavil jednoznačně na stranu Darwinova učení, které v Čechách také šířil. Charlese Darwina roku 1875 v Anglii dokonce navštívil.
Přednáškou „O poezii a povaze lorda Byrona“ se jako první v Čechách zase pokusil o systematický kritický výklad v literatuře. Psal i dramata: Stanislav a Ludmila (1881) nebo Kartaginka (1882). Roku 1870 vydal první českou filozoficko-historickou knihu Dějepisný nástin filosofie novověké, při jejímž psaní zároveň dotvářel české filozofické názvosloví (např. metafyzika jako „závěda“). Přispíval též do mnoha časopisů jako Světozor, Lumír, Květy a dalších.
Byl členem Královské české společnosti nauk a poté Hlávkou založené České akademie císaře Františka Josefa pro vědy, slovesnost a umění, ale i Umělecké besedy a dalších společností. Roku 1881 se zasloužil o založení Jednoty filozofické.

## Rodina
Dne 23. listopadu 1900 se oženil s Emilií ovdovělou Durchánkovou, jejíž syn Antonín (* 1857) byl oficiálem královského zemského výboru v Praze a dcera Ludmila (* 1858) učitelkou. Je pohřben v rodinné hrobce na Olšanských hřbitovech v Praze.

#### Dílo online
- DURDÍK, Josef. Kritika : výbor úvah : o zjevech literarních a uměleckých. Praha: Urbánek, 1874. Dostupné online. Výbor úvah o zjevech literárních a uměleckých (včetně divadelních) se zaměřením na české a francouzské drama uvedené v Prozatímním divadle, hereckou kariéru Otýlie Sklenářové-Malé a obranu kritiky jako takové.